# Ordosöknen
Ordosöknen är en öken i Kina. Den ligger i den centrala delen av landet, 600 km väster om huvudstaden Peking.